# Pneumócito tipo I
Pneumócito tipo I é uma célula do tipo pneumócito, também chamadas de pneumócitos membranosos encontrada no pulmão. São responsáveis pela troca gasosa nos alvéolos pulmonares e cobrem a maioria da área de superfície alveolar (> 95%).  São células muito susceptíveis a lesões, e também são células do tipo permanente (não possuem a capacidade de proliferação).